# Hoàng Vinh Thôn
Hoàng Vinh Thôn (sinh ngày 30 tháng 3 năm 1947) là một chính trị gia và nhà tâm lý học người Đài Loan. Ông hiện giữ chức Viện trưởng Khảo thí viện, trước đó ông giữ chức Hiệu trưởng Đại học Y dược Trung Quốc từ năm 2005 đến 2014 và Bộ trưởng Bộ Giáo dục từ năm 2002 đến 2004. Ông là Viện trưởng Khảo thí viện đầu tiên không liên kết với bất kỳ đảng phái chính trị nào.